# 木戸村 (新潟県)
木戸村（きどむら）は、かつて新潟県中蒲原郡にあった村。1901年11月1日の合併によって消滅し、現在は新潟市東区の一部となっている。
以下の記述は合併直前当時の旧木戸村に関しての記述であり、現在では名称等が異なる場合がある。なお、ここに記述されていない内容に関しては新潟市などの記事を参照。

## 概要
1889年（明治22年）から1901年（明治34年）まで存在し、村名は合併した各村のうちで有力だった上木戸、下木戸にちなむ。

### 地名について
木戸村の地域には王瀬の長者にまつわる地名が多く存在し、屋敷の木戸があった場所が現在の「上木戸」「中木戸」「下木戸」、牡丹を植えた庭が「牡丹山」、であったといわれている。

## 沿革
- 1889年（明治22年）4月1日 - 町村制施行に伴い中蒲原郡上木戸村、下木戸村、牡丹山新田、鴉俣村、中山新田、竹尾新田、紫竹新田、馬越村が合併し、木戸村が発足。
- 1901年（明治34年）11月1日 - 中蒲原郡石山村、山潟村（一部）と合併し、石山村を新設して消滅。

## 地域
木戸村は、合併した村名を継承する以下の大字で構成される。
上木戸（かみきど）
1889年（明治22年）まであった上木戸村の区域。現在の新潟市東区上木戸。
下木戸（しもきど）
1889年（明治22年）まであった下木戸村の区域。現在の新潟市東区下木戸。1877年（明治10年）に下木戸村に編入された中村新田は、現在の新潟市東区中木戸にあたる。
牡丹山（ぼたんやま）
1889年（明治22年）まであった牡丹山新田の区域。現在の新潟市東区牡丹山。1624年（寛永元年）に下木戸村を親村として開発。
鴉俣（からすまた）
1889年（明治22年）まであった鴉俣村の区域。現在は新潟市東区山木戸に編入され消滅。
中山（なかやま）
1889年（明治22年）まであった中山新田の区域。現在の新潟市東区中山。
開発年は不詳だが、『中蒲原郡誌』では1636年（寛永13年）としている。
竹尾（たけお）
1889年（明治22年）まであった竹尾新田の区域。現在の新潟市東区竹尾。
開発年は不詳だが、『中蒲原郡誌』では1637年（寛永14年）としている。地名の由来は寺山から繁茂している竹が、この近辺を末尾として姿を消していたことによる。
紫竹（しちく）
1889年（明治22年）まであった紫竹新田の区域。現在の新潟市東区紫竹。
馬越（うまこし）
1889年（明治22年）まであった馬越村の区域。現在の新潟市中央区西馬越、本馬越。
榎（えのき）
1889年（明治22年）まであった榎新田の区域。現在の新潟市東区榎。